# ÖstgöthaTidning
Östgötha Tidning var en dagstidning i Linköping som startades som Linköpings Tidning den 2 januari till 19 januari 1833  och fortsatte under den nya titeln 23 januari 1833 till 28 december 1833.
Tidningen trycktes hos C F Maij med frakturstil. Tidningen kom två dagar i veckan onsdagar och lördagar. Tidningens fyra sidor var i kvartoformatmed 4 spalter 22 x 15,4 cm alltså ett litet format. Prenumerationen kostade 3 riksdaler banco.
Utgivningsbevis utfärdades för boktryckarkonstförvandten Joh. Er. Säfbom 28 december 1832 för Linköpings Tidning och för redaktören J. P. Tollstorp 18 januari 1833  för Östgötha Tidning, i fortlöpande nummerföljd från föregående tidning.